# Музей тюрьмы Каср
Музей тюрьмы Каср (перс. موزه‌ زندان قصر‎) — исторический комплекс в Тегеране, столице Ирана, состоящий из собственно тюрьмы Каср (перс. زندان قصر‎), одной из старейших политических тюрем в стране, и окружающего её общественного парка.

## История
Каср был построен в 1790 году и представлял собой дворец с обширными садами во время правления Фетха Али-шаха, шаха Ирана из династии Каджаров. От него ничего не осталось кроме названия. В 1929 году он был переоборудован в тюрьму, первый современный центр содержания заключённых в стране, узники которой пользовались законными правами. Грузинский архитектор Николай Марков, перебравшийся в Иран после Революции 1917 года в России, перестроил Каср, объединив в его облике городской индустриальный дизайн с такими традиционными иранскими элементами, как саманный кирпич, который стал известен и как марковский кирпич. Тюрьма включала в себя 192 камеры, рассчитанные на 700 заключённых, из них около 100 камер были одиночными. Именно здесь Ахмад Ахмади, известный среди заключённых как «доктор Ахмади», ввёл смертельные воздушные инъекции нескольким из многочисленных противников шаха Резы Пехлеви, в том числе и поэту Мохаммаду Фаррухи Язди. После того, как Реза Пехлеви был свергнут в результате англо-советского вторжения в Иран в 1941 году, сам Ахмади был осуждён за совершённые им убийства и казнён в 1943 году.
Во время правления шаха Мохаммеда Резы Пехлеви Каср служил местом пыток и казней за серьёзные политические преступления. К концу 1970-х годов тюрьма подверглась значительному переустройству благодаря содействию Красного Креста, которое дало повод её персоналу называть свою тюрьму «отелем». В её камерах содержались аятолла Хомейни, Али Хаменеи, Муртаха Мутаххари и аятолла Талегани. 11 февраля 1979 года 1000 женщин были освобождены из этой тюрьмы. После революции 1979 года уже многие гражданские и военные чиновники Мохаммеда Резы Пехлеви были арестованы и казнены в тюрьме, в том числе Надер Джаханбани и Амир Хосейн Рабии. Генерал-майор Манучехр Хосроудад и премьер-министр Амир Аббас Ховейда также находились в заключении в тюрьме в Касре, после чего были казнены на крыше школы Рефах, где Хомейни расположил свою штаб-квартиру.
В последующие десятилетия тюрьма пришла в негодность, и в 2005 году Организация по культурному наследию, народным промыслам и туризму Ирана объявила о том, что тюремный комплекс станет музеем. В 2008 году Каср был передан в дар муниципальным властям. В 2012 году был открыт музей Каср с одноимённым садом вокруг него. На его территории проводится множество культурных мероприятий, в том числе празднование Новруза. В 2013 году Информационное агентство иранских студентов (ИСНА) назвало Каср самым креативным музеем в стране.

## Галерея

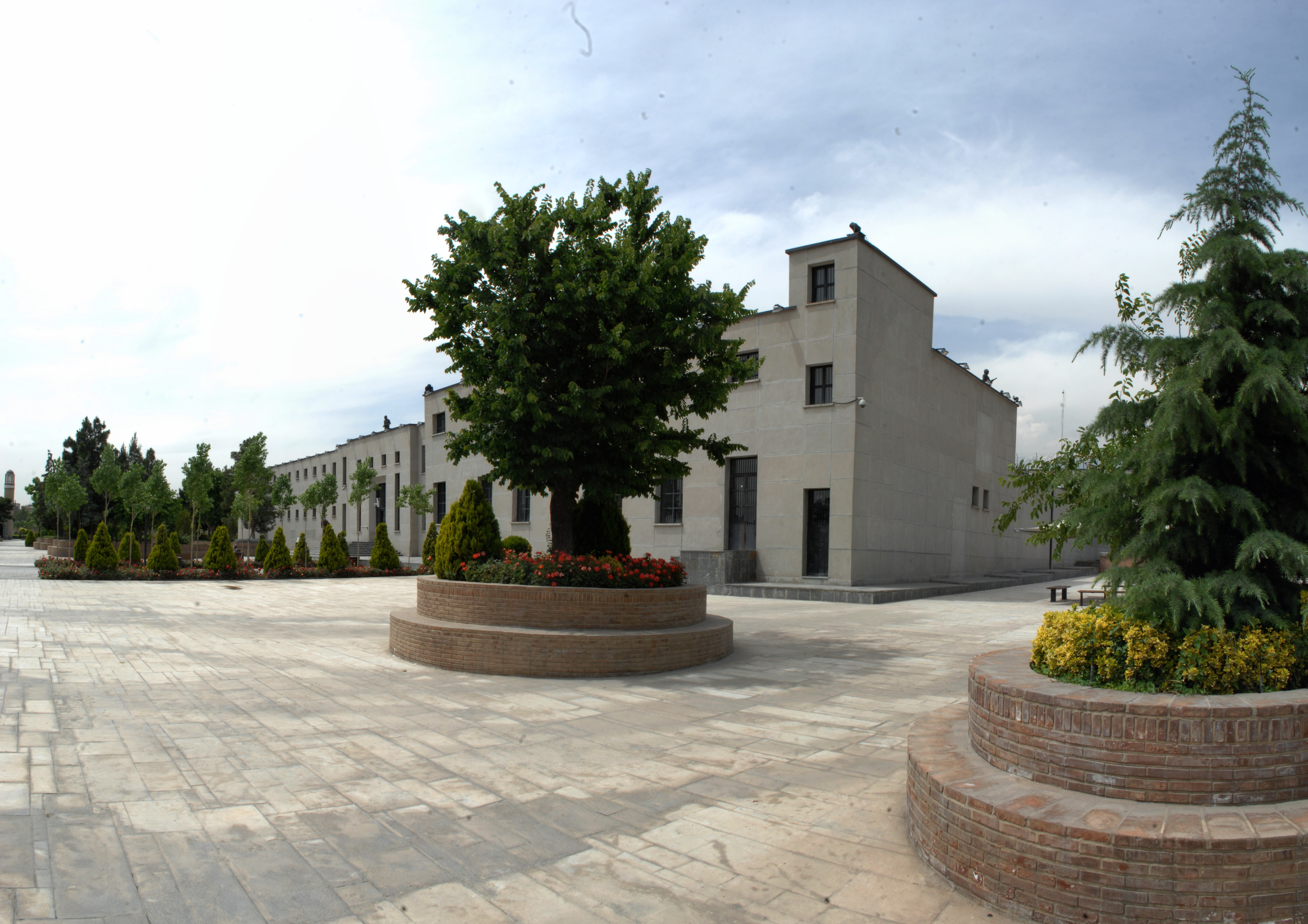
Музей тюрьмы Каср
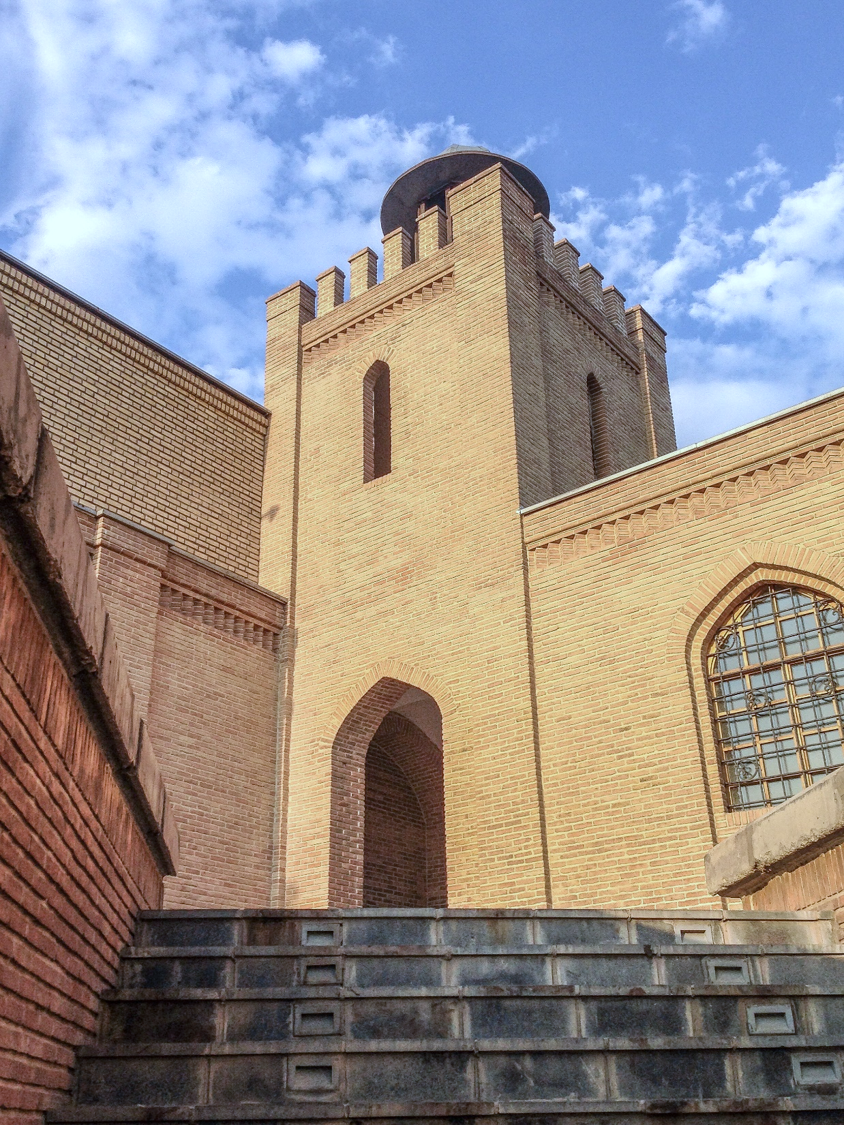
Музей тюрьмы Каср
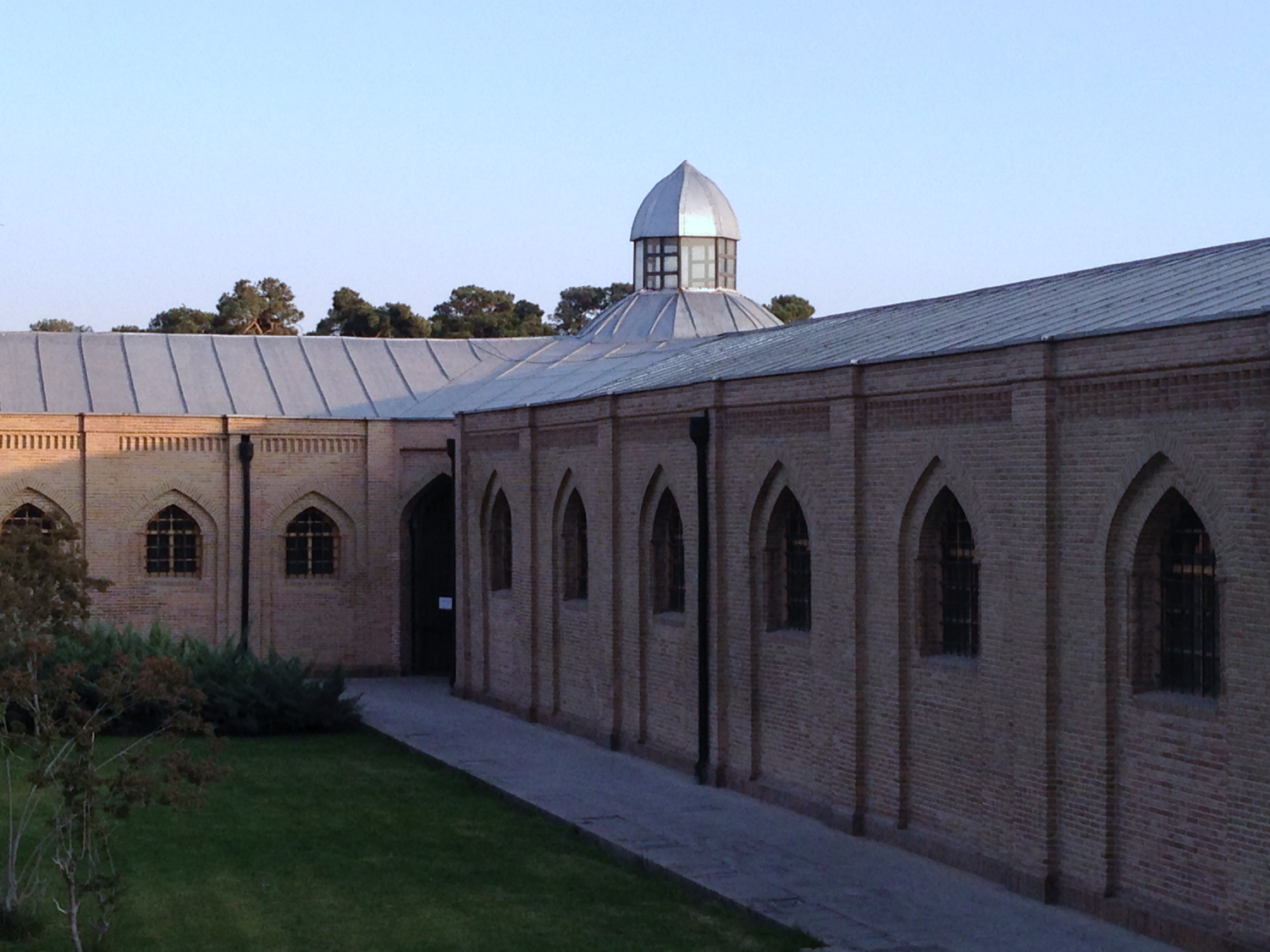
Музей тюрьмы Каср
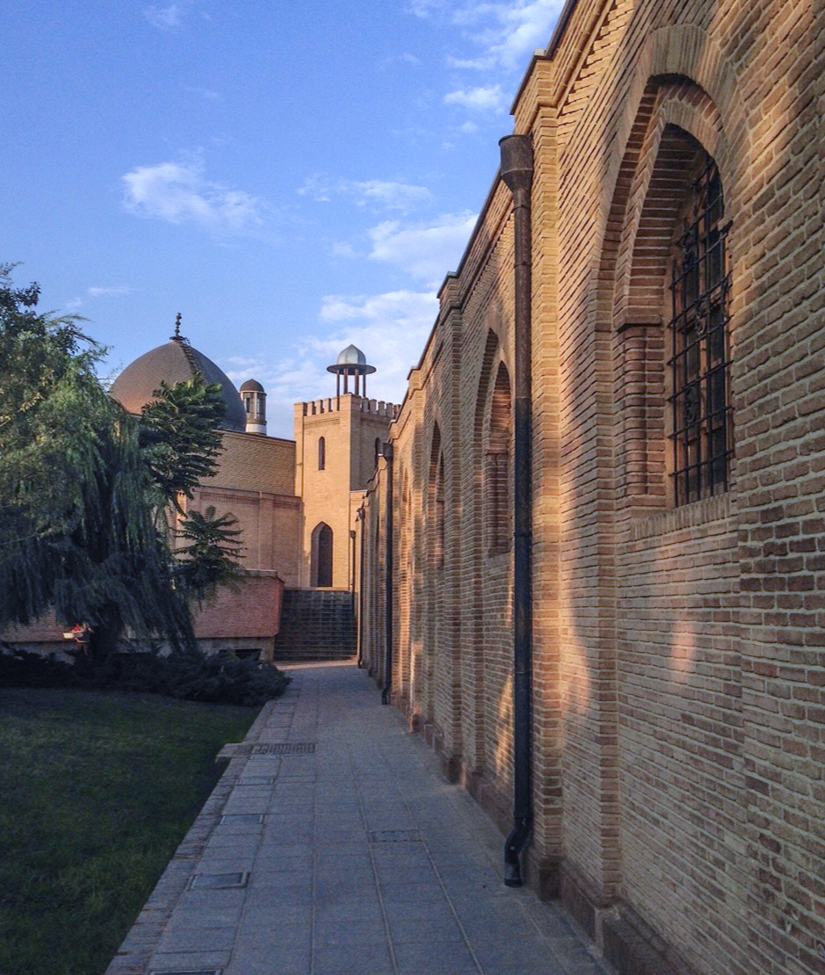
Музей тюрьмы Каср
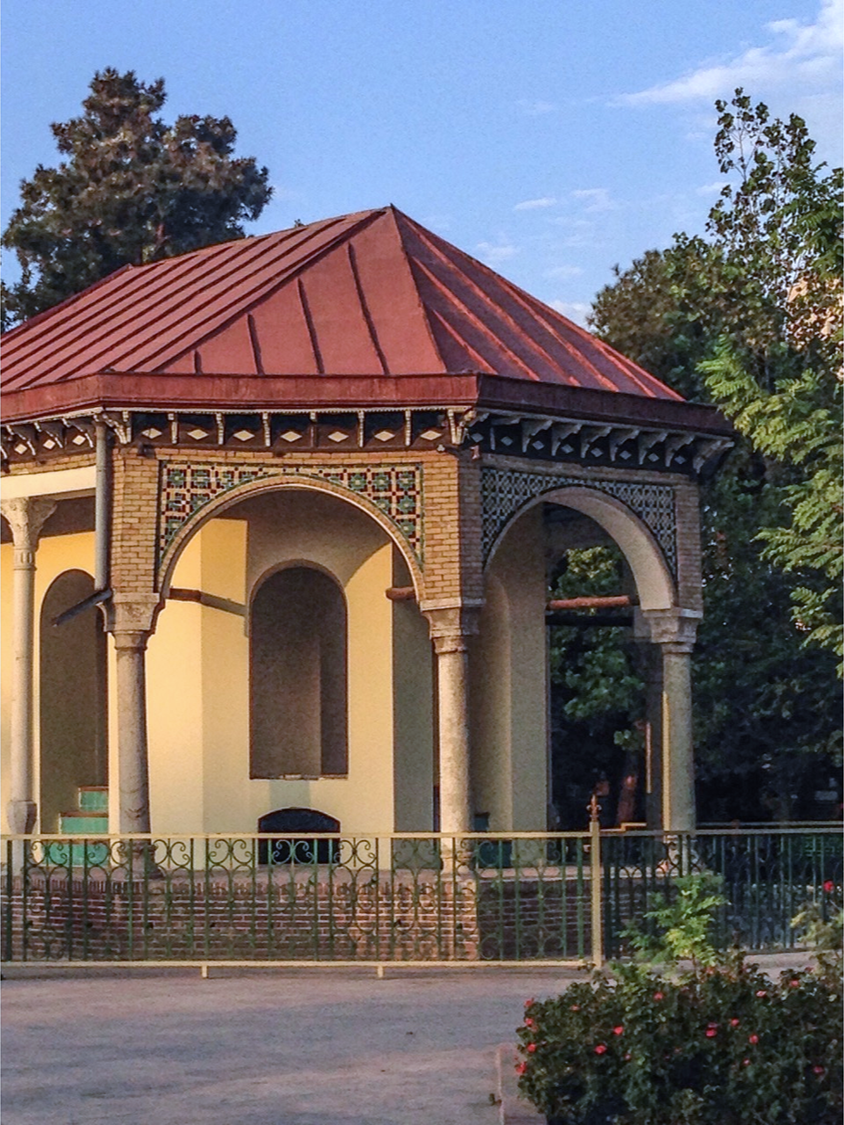
Небольшой павильон в парке
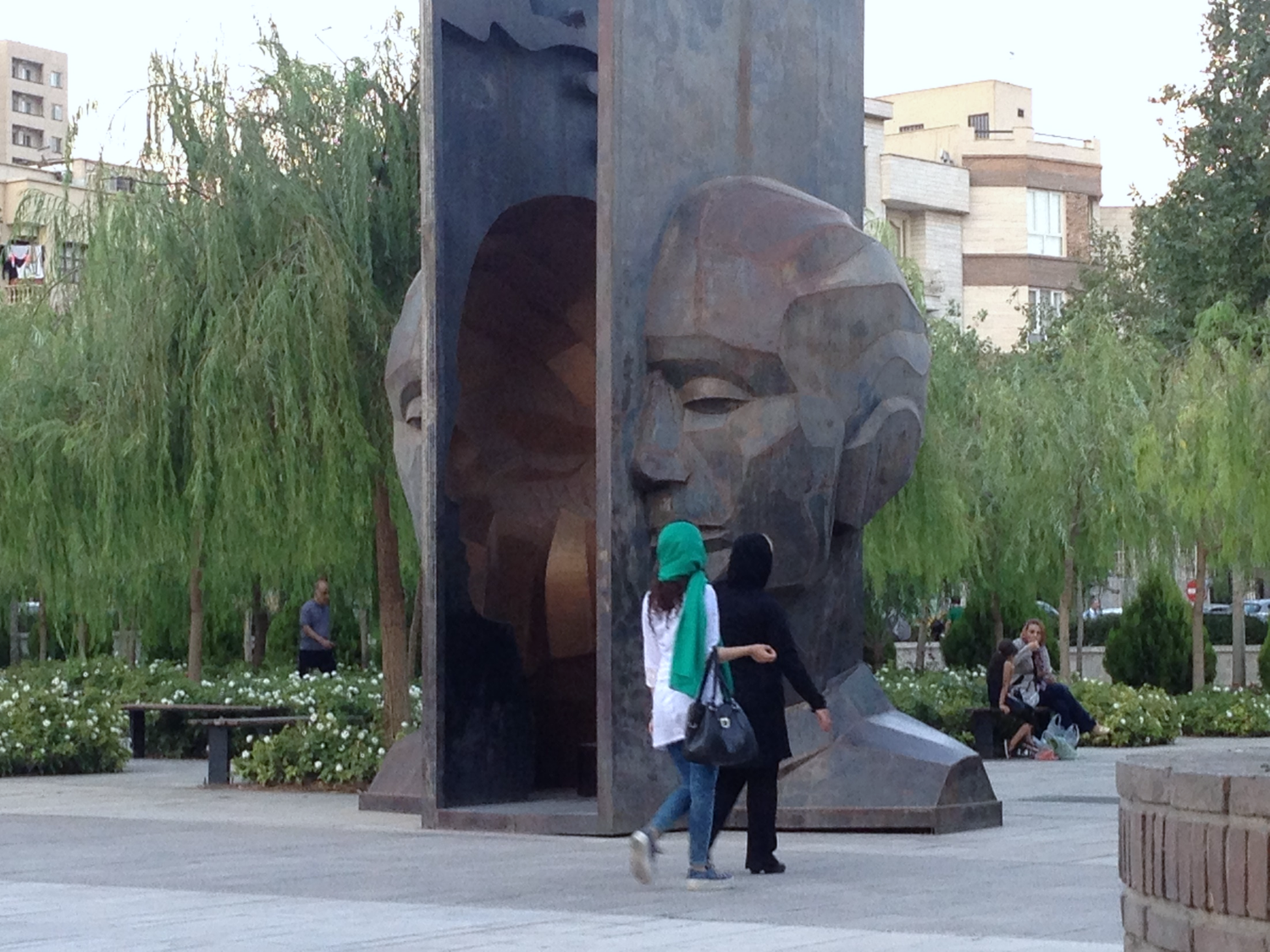
Вход в парк